# Privatdetektivin Honey West
Privatdetektivin Honey West ist eine US-amerikanische Kriminalserie, nach den Romanen von G. G. Fickling (= Gloria und Forrest „Skip“ Fickling). In der Serie, die 1965 und 1966 lief, spielten Anne Francis und John Ericson die Hauptrollen.

## Inhalt
Honey West führt eine Detektei in Los Angeles, die sie von ihrem Vater, der bei einem Einsatz starb, geerbt hat. Sie löst ihre Fälle mit der Hilfe von Sam Bolt, der schon der Partner ihres Vaters war. Sie fährt eine Cobra, zur Detektei gehört aber auch ein Lieferwagen mit der Aufschrift „H. W. Bolt and Co., TV Service“, der mit einer Abhöranlage ausgerüstet ist und zumeist von Sam Bolt gefahren wird. Honey West und Sam Bolt verwenden Funkgeräte, die in Brillen, Lippenstiften und verschiedenen weiteren Gegenständen versteckt sind, und verteilen Werbekugelschreiber mit Signalgeräten. Die Detektei ist über eine Geheimtür mit der Wohnung von Honey West, ihrer Tante Meg und des Ozelots Bruce verbunden. Honey West beherrscht zudem Jiu Jitsu und hat einen schwarzen Gürtel in Karate.

## Hintergrund

### Vorgeschichte und Produktion
1956 kam das erste Buch der Reihe über Honey West heraus, geschrieben von Skip und Gloria Fickling unter dem Pseudonym G. G. Fickling. Der Anfang Januar 1963 gestorbene Dick Powell wandte sich an das Autorenehepaar mit dem Vorschlag, eine Fernsehserie über die Buchreihe zu machen. Es folgten längere Verhandlungen. Die Leitung der Serie übernahm Aaron Spelling.:S. 55:S. 80 Als Hauptdarstellerin war zunächst Honor Blackman vorgesehen, doch die lehnte ab. Daraufhin suchte man eine ähnliche Schauspielerin und wählte Anne Francis.:S. 55
Im April 1965 lief der Pilotfilm als Folge Who Killed the Jackpot? der Serie Amos Burke. Er war ein Erfolg, bereits vor der Ausstrahlung wurde angekündigt, dass die Serie im Herbst starten würde. Kurz darauf begann Anne Francis Karate bei Gordon Doversola zu lernen. Bis zum Beginn der Serie war sie in der Lage, die Kämpfe selbst darzustellen. Wegen des Verletzungsrisikos wurde das von den Stuntleuten Sharon Lucas und Buddy Van Horn übernommen.:S. 78–79 Vor Beginn der Serie wurden sechs der Romane neu aufgelegt,:S. 83 zudem wurde ein weiterer Pilotfilm gedreht, der aber nicht im Fernsehen gezeigt wurde. Später wurde daraus die Folge Die graue Lady.
Privatdetektivin Honey West war ein Risiko, daher wurde bei der Produktion gespart. Die Folgen waren 30 Minuten lang statt der damals bereits üblichen 60, und die Serie wurde in Schwarz-Weiß gedreht. Auf der anderen Seite wurden für die Designermode, die Honey West trägt, 50.000 Dollar ausgegeben.:S. 80, 82 Im September lief die Serie an. Laut Anne Francis waren die Dreharbeiten anstrengend. Anfangs wurde eine Folge an drei Tagen in jeweils 14 bis 17 Stunden gedreht. Später waren es vier Tage pro Folge mit jeweils zwölf Stunden.:S. 83, 79 Wegen der Ozelots (es wurden zwei oder drei davon eingesetzt, da sie nicht gut zu trainieren sind:S. 81) musste sich Anne Francis zudem alle sechs Wochen gegen Tetanus impfen lassen.:S. 182
Anfangs zielte die Serie zumindest teilweise auf Männer als Publikum. So war zunächst eine Zigarrenfirma der Hauptsponsor. Mit der Zeit änderten sich die Sponsoren hin zu Produkten, die mehr auf Frauen zielten.:S. 80–81 Mit Beginn der Serie kam zudem eine Honey-West-Puppe auf den Markt. Es heißt, dass während der Laufzeit der Serie davon mehr verkauft wurden als Barbiepuppen.:S. 181–182
Für die zweite Staffel war geplant, die Folgen auf 60 Minuten zu verlängern und in Farbe auszustrahlen. Aber dazu kam es nicht mehr, da ABC die Serie nach der ersten Staffel beendete.

### Veröffentlichung
Die Pilotfolge wurde am 21. April 1965 gezeigt, die Serie lief zwischen dem 17. September 1965 und dem 8. April 1966 jeden Freitag.
1967 wurden 13 Folgen in verschiedenen regionalen Vorabendprogrammen der ARD erstausgestrahlt. Zum Beispiel wurde Es begann im Kabarett am 9. Mai im WDR, und gefälschte Millionen am 10. Mai im HR gezeigt. Am 16. Mai lief Das Trio im SR. Vermutlich waren dies aber nicht die Erstausstrahlungen der jeweiligen Folgen.

### Episoden
| Nr. (ges.) | Nr. (St.) | Deutscher Titel                | Originaltitel                            | Erstausstrahlung Vereinigte Staaten | Deutschsprachige Erstausstrahlung (D) | Regie           | Drehbuch                                |
| --- | --------- | ------------------------------ | ---------------------------------------- | ----------------------------------- | ------------------------------------- | --------------- | --------------------------------------- |
| 0 | 0         | -                              | Who Killed the Jackpot?                  | 21. Apr. 1965                       | -                                     | Richard Kinon   | Gwen Bagni, Paul Dubov, Frank D. Gilroy |
| Amos Burke (Gene Barry) wird zu einem Mordfall gerufen. Der Tote ist der Banker Andrew Selby, der seinen gesamten Besitz zu Geld gemacht hat und vor seiner Frau Vera (Jan Sterling) fliehen wollte. Dazu hatte er nicht nur Honey West, die mit seinem Anwalt Chris Maitland (George Nader) zusammen ist, beauftragt, sondern sich auch die Hilfe seiner Sekretärin Elizabeth Friendly (Nancy Gates) sowie die von Stacy Blackwell (Louis Hayward), dem Freund seiner Frau, als auch von Jocko Creighton (Steve Forrest) gesichert. Blackwell brachte Selby um, um an dessen Geld zu kommen. Als Honey ihn dazu fragen will, findet sie ihn tot vor, ermordet von Creighton, der ebenfalls das Geld wollte. Honey findet das alles kurz vor Burke heraus, dessen Hilfe sie zur Festnahme Creightons braucht. |           |                                |                                          |                                     |                                       |                 |                                         |
| 1 | 1         | -                              | The Swinging’ Mrs. Jones                 | 17. Sep. 1965                       | -                                     | Paul Wendkos    | Gwen Bagni, Paul Dubov                  |
| Honey West und Sam Bolt suchen nach einer Erpresserbande um Sonny (Ray Danton) und seine Mutter (Winnie Collins). Sie finden sie in einem Luxushotel, wo auch Honey West erpresst werden soll. Als Honey und Sam als Detektive erkannt werden, stellt die Bande ihnen eine Falle. Mit Hilfe von Tränengasbomben, die Honey West als Ohrringe trägt, können die beiden die Bande festsetzen. |           |                                |                                          |                                     |                                       |                 |                                         |
| 2 | 2         | -                              | The Owl and the Eye                      | 24. Sep. 1965                       | -                                     | Paul Wendkos    | William Bast                            |
| Honey West stiehlt ein chinesisches Kunstwerk, eine Eule mit Edelsteinaugen aus einem Museum und übergibt es dem Spender Guy Patterson (Lloyd Bochner). Die drei überreden das Museum eine Sicherheitseinrichtung zu installieren, die das Kunstwerk mit Radioaktivität sichern soll. Als es dennoch gestohlen wird, stellt sich heraus, dass Patterson es selbst gestohlen hat um es an den Geschäftsmann Tog (Richard Loo) zu verkaufen und mit dem Erlös zusammen mit der Versicherungssumme seine Schulden zu bezahlen. Als sie das Kunstwerk auf einer Yacht, auf die Honey entführt worden war, finden, stellt sich heraus, dass der ebenfalls verdächtige George Mortimer (William Bramley) für die Regierung arbeitet.                                                                                |           |                                |                                          |                                     |                                       |                 |                                         |
| 3 | 3         | Heißer Schnee                  | The Abominable Snowman                   | 1. Okt. 1965                        | ?                                     | Paul Wendkos    | Gwen Bagni, Paul Dubov                  |
| Honey West beobachtet, wie ihr Klient Lucas (Henry Hunter), verfolgt wird. Die Verfolgungsjagd per Auto endet für Lucas tödlich. Der Sterbende hat eine Schneekugel in der Hand und sagt ihr als letztes Wort „Snowman“. In einer Firma, die unter anderem Schneekugeln herstellt, erfährt Honey vom Manager Reedy Comfort (Henry Jones), dass diese Kugeln schon lange nicht mehr hergestellt werden. Auf dem Rückweg zerbricht die Schneekugel bei einem Angriff auf Honey. So bemerken sie und Sam Bolt, dass der Schnee in dieser Kugel aus Kokain besteht. Auf einer Wohltätigkeitsveranstaltung eines Grafen (Leon Askin) können sie und Sam die verantwortliche Bande festsetzen, zu der auch der Graf und Comfort gehören.                                                                            |           |                                |                                          |                                     |                                       |                 |                                         |
| 4 | 4         | Diamanten auf dem Meeresgrund  | A Matter of Wife and Death               | 8. Okt. 1965                        | ?                                     | John Florea     | Tony Barrett                            |
| Honey und Sam haben den Auftrag, Maggie Lynch (Dianne Foster) zu beschützen, nachdem ihr der Polizeilieutenant Kovacs (Michael Fox) nicht helfen konnte. Sam kann den Seemann Fred Cody (Henry Beckman), der Maggie zu folgen scheint, überwältigen. Er erfährt von ihm, dass diese Diamanten schmuggelt und ihre Partner Alexander Sebastian (Henry Brandon) und Frank Webb hintergangen hat. Es stellt sich heraus, dass sie beide von dem Bootsverleiher Vince Zale (James Best) ermorden ließ. Nachdem sie auch Zale in eine tödliche Falle geschickt hat, wird sie von Honey und Sam auf ihrem Boot gefangen genommen. |           |                                |                                          |                                     |                                       |                 |                                         |
| 5 | 5         | -                              | Live a Little… Kill a Little             | 15. Okt. 1965                       | -                                     | Murray Golden   | Tony Barrett                            |
| Honey und Sam sollen für den Anwalt und Steuerspezialisten Arthur Strickland (Warren Stevens) und dessen Partner Charles French (Harry Millard) eine Karen (Maurine Dawson) finden. Die wird von einem Gangster verfolgt, der sie umbringen will, wie ihre Kollegin Vicky (Mary Murphy) Honey erzählt. Kaum ist Honey weg, ruft sie den Detektiv Phil Moody (Herb Edelman) an. Sam, der das abgehört hat, findet in dessen Detektei heraus, dass auch Strickland und French, der Moody mittlerweile ermordet hat, zu dem Syndikat gehören, gegen das Karen vor Gericht aussagen will. Honey und Sam können Karen retten und das Syndikat auffliegen lassen. |           |                                |                                          |                                     |                                       |                 |                                         |
| 6 | 6         | -                              | Whatever Lola Wants…                     | 22. Okt. 1965                       | -                                     | John Peyser     | William Bast                            |
| Honey wird von Ramon Vargas (Richard Angarola) beauftragt, ihn zu einer Party von Lola Getz (Audrey Christie) zu begleiten, um einen gewissen Rodriguez (Johnny Haymer) auszuhorchen. Wie Lola gehört der einem kriminellen Wettsyndikat an. Auf der Party kommt Honey schnell mit Rodriguez ins Gespräch, bald wird aber klar, dass der es auf Vargas abgesehen hat, den er mit Hilfe seines Handlangers Gunter (Horst Ebersberg) schnell überwältigt. Honey bemerkt das und folgt ihnen, wird aber ihrerseits von Lola gestellt. Vargas gehörte ebenfalls zu dem Syndikat, will aber nun auf eigene Rechnung arbeiten. Honey und Sam gelingt es, alle zu stellen. Um Beweise zu vernichten sprengt Lola das Gebäude, in dem die Party stattfindet. Doch Sam hat die entscheidenden Gespräche aufgezeichnet. |           |                                |                                          |                                     |                                       |                 |                                         |
| 7 | 7         | Das Trio                       | The Princess and the Paupers             | 29. Okt. 1965                       | ?                                     | Virgil W. Vogel | Leonard Stadd                           |
| Niki Van (Bobby Sherman) wird nach einem Konzert seiner Band entführt, und die anderen Mitglieder, darunter Jingles (Michael J. Pollard), niedergeschlagen. Nikis Vater J. J. Vanderheyden (Philip Ober) engagiert Honey, die bei der Befragung von Bandmanager Tobias Quinn (Stanley Adams) einen Sender in dessen Büro hinterlässt. Vanderheyden zahlt die geforderten 100.000 Dollar, findet am genannten Ort aber nur den gefesselten Jingles und eine Forderung über 250.000 Dollar vor. Honey ermittelt, dass Niki und die Band inklusive Quinn hinter der Entführung stecken, die angeheuerten Entführer aber weiterkassieren wollen. Ein abgehörter Anruf Quinns führt Honey zu den Entführern, die sie aber überwältigen. Bis sie sich befreit, wurden beide Entführer von Jingles ermordet.         |           |                                |                                          |                                     |                                       |                 |                                         |
| 8 | 8         | Smaragde, Diamanten und Rubine | In the Bag                               | 5. Nov. 1965                        | ?                                     | Seymour Robbie  | Gwen Bagni, Paul Dubov                  |
| Honey begleitet die etwa 9 Jahre alte Mary Margaret Driscoll (Maureen McCormick) auf einem Flug. Am Flughafen tauscht Mr. Arkudian (Robert Carricart) angesichts der Polizei seine Tasche mit ihrer aus. Mary verschwindet. Zufällig finden Honey und Sam Edelsteine in der Tasche. Kurz darauf bringt ein Mr. Bartholomew (Everett Sloane) das Mädchen zurück und bekommt dafür die Tasche mit einem Signalgeber darin. Kurz darauf kommt er in einer anderen Verkleidung zurück und bittet Honey, ihn mit seinem Spukhaus zu helfen. Bartholomew und Arkudian überwältigen Honey, die sich schnell befreit. Zusammen überwältigen sie die beiden samt Helfer und dem angeblichen Geheimagent Crimm (Len Lesser), der schnell von Honey als zu der Gruppe gehörend erkannt wird.                             |           |                                |                                          |                                     |                                       |                 |                                         |
| 9 | 9         | -                              | The Flame and the Pussycat               | 12. Nov. 1965                       | -                                     | James Goldstone | George Clayton Johnson                  |
| Ein Brandstifter in feuer- und kugelsicherer Schutzkleidung geht um. Er entkommt auch, als Honey und Sam ihn auf frischer Tat fassen wollen. Die Polizei macht nichts, und die Confederated Insurance, eine Versicherung ist auch nicht an den Diensten der beiden interessiert. Der Besitzer der betroffenen Medikamentenfirma, Mr. Flowers (Harry Basch), ist allerdings bereit, Honey den Schlüssel zu den Lagerräumen zu geben. Es stellt sich heraus, dass statt der Medikamente zur Zeitschriften verbrannt sind. Flowers und der Versicherungsagent Booth (Sean McClory) teilen sich die Profite aus Versicherungsgeldern und dem schwarzen Verkauf der Medikamente. Am Ende bringt Booth Flowers um, wird aber kurz darauf von Honey, Sam und der Polizei erschossen.                                 |           |                                |                                          |                                     |                                       |                 |                                         |
| 10 | 10        | -                              | A Neat Little Package                    | 19. Nov. 1965                       | -                                     | Murray Golden   | Gwen Bagni, Paul Dubov                  |
| Der Zeitungsverkäufer Francis Grady (J. Pat O’Malley) hatte einen Unfall, er kann sich an nichts erinnern, findet aber viel Geld im Kofferraum seines Wagens. Auf der Suche nach seiner Erinnerung verpflichtet er Honey. Im Hotelzimmer, zu dem Grady einen Schlüssel hat, wird sie von dem bewaffneten Roger (Val Avery) empfangen, kann aber fliehen. Ein gewisser Addison (Sydney Smith) hatte sich Geld mit sehr hohen Zinsen bei Mr. Stashall (Roy Jenson) geliehen und die Rückzahlung an Grady übergeben. Um seinen Ruf zu wahren, brachte Stashall Addison deswegen um. Nach weiteren Nachforschungen können Honey und Sam Grasham und seine Helfer der Polizei übergeben. |           |                                |                                          |                                     |                                       |                 |                                         |
| 11 | 11        | -                              | A Stitch in Crime                        | 26. Nov. 1965                       | -                                     | John Peyser     | Gwen Bagni, Paul Dubov                  |
| Honey und Sam bringen mit ihrem Transportwagen die neueste Kollektion des Modedesigners Antoine (Laurie Main) nach San Francisco. Dabei werden sie von einem anderen Auto belästigt. Bei einem Stop an einer Tankstelle wird der Transportwagen gestohlen. Er findet sich bald wieder, aber ohne die Kollektion. Antoine stellt sein letztes verbliebenes Stück bei einer Veranstaltung einer Gloria (Charlene Holt) und ihres Photographen Valentine (James Sikking) vor, bei der ihm eine Forderung von 75.000 Dollar für seine Kollektion zugespielt wird. Bald finden Honey und Sam heraus, dass Valentine zu den Erpressern gehört. Über ihn organisieren sie die Übergabe des Geldes und können den Erpressern in eine Wäscherei folgen. Dort überwältigen sie die Bande, zu der auch Gloria gehört.    |           |                                |                                          |                                     |                                       |                 |                                         |
| 12 | 12        | Gefälschte Millionen           | A Million Bucks in Anybody’s Language    | 3. Dez. 1965                        | ?                                     | John Florea     | Tony Barrett                            |
| Charlie Neeley (Harry Bellaver), ein Kollege, ruft Honey an und bittet um Hilfe. Neben seinem Haus sehen sie ihn in seinem Auto sitzen, das explodiert. In seinem Büro finden sie die Telefonnummer eines Schnellimbis, bei dem Honey anheuert. Dort finden sie und Steve heraus, dass der Besitzer Garth (Steve Ihnat) Falschgeld schmuggelt, so gutes, dass Sams Freund Wiley (Percy Helton) meint, nur ein Walter Miller könne es gemacht haben. Bei Neeleys Schwester Dora (Sarah Selby) findet Sam heraus, dass Neeley nach Miller gesucht hat. Honey folgt Garth und kann am Ziel mit Sams Hilfe die Fälschertruppe überwältigen. Dort ist auch Neeley, der seinen Tod vorgetäuscht hatte: Der Tote war Miller, und die Druckplatten sind an Honeys Auto befestigt.                                     |           |                                |                                          |                                     |                                       |                 |                                         |
| 13 | 13        | Die graue Lady                 | The Gray Lady                            | 10. Dez. 1965                       | ?                                     | Walter Grauman  | William Link, Richard Levinson          |
| Dem charmanten und trickreichen Juwelendieb Abbott (Cesare Danova), gelingt es, die Schauspielerin Nicole (Nancy Kovack) zu bestehlen, obwohl diese Honey West mit dem Schutz beauftragt hat. In dem kurzen Gespräch, das er mit Honey hat, erwähnt er, dass eine graue Lady auf ihn warte. Honey stellt fest, dass der Diamant, den die Schauspielerin Babs Ivar (Pat Collins) trägt, so heißt, dient sie ihre Leistungen deren Mann Jerry (Kevin McCarthy) an, der sie aber ablehnt. Trotzdem gelingt es ihr, Abbott beim Stehlen zu stellen, doch hat Jerry Ivar Abbott beauftragt, den Diamanten zu stehlen. Er überwältigt Honey, und erschießt Abbott, als der begreift, dass der gestohlene Diamant nicht echt ist. Nach kurzem Kampf kann Honey Ivar niederschlagen.                                  |           |                                |                                          |                                     |                                       |                 |                                         |
| 14 | 14        | Es begann im Kabarett          | Invitation to Limbo                      | 17. Dez. 1965                       | ?                                     | Tom Gries       | William Link, Richard Levinson          |
| Charlie Kenyon (Stacy Harris) kommt spät am Abend an seinen Arbeitsplatz, nimmt geheime Dokumente aus dem Safe und fotografiert sie. Honey hat schon auf ihn gewartet, und kann ihn festsetzen. Sein Chef Harold Sutter (Dan Frazer) ist ganz überrascht davon. Er wusste nicht, dass Honey beauftragt worden war. Auf der Heimfahrt verlässt sie zufällig ihr Auto kurz bevor es explodiert. Sie kommt zu dem Schluss, dass Kenyon unter Hypnose handelte. Er nennt eine Bar, in der Darlene (Louise Troy) und ihr Gehilfe Jerry (Wayne Rogers) mit einer Hypnosenummer auftreten. Es stellt sich heraus, dass diese Nummer zur Industriespionage benutzt wird, und die Aufträge von Sutter kommen. |           |                                |                                          |                                     |                                       |                 |                                         |
| 15 | 15        | -                              | Rockabye the Hard Way                    | 24. Dez. 1965                       | -                                     | Bill Colleran   | Gwen Bagni, Paul Dubov                  |
| Der Lastwagenfahrer Rocky Hansen (Joe Don Baker) wurde entlassen, weil er bei seiner Arbeit eingeschlafen ist. Er verpflichtet Honey und Sam, die Sache zu klären. In Mexiko beobachten die beiden, wie Tripp (Larry D. Mann) den von Hansen genannten Zeugen in den Räumen von Laszlo Shatzi (Ivan Triesault) erschießt. Honey lässt sich als Serviererin in der Bar, in der Hansen betäubt wurde, einstellen und Sam als Fahrer. Der erwartete Angriff der von John Raven (Vincent Beck) geleiteten Bande beginnt mit dem Versuch des Fahrers Swetlow (Paul Sorensen), Sam zu betäuben und dann zu entführen. Honey und Sam lassen sich darauf ein und können so die ganze Bande, die Fahrer betäubt um deren geheime Ladung zu fotografieren, dem Geheimdienst übergeben.                                  |           |                                |                                          |                                     |                                       |                 |                                         |
| 16 | 16        | Der Tresor-Knacker             | A Nice Little Till to Tap                | 31. Dez. 1965                       | ?                                     | Jerry Hopper    | Tony Barrett                            |
| Nach mehreren Banküberfällen, bei denen die Räuber Insiderinformationen bekamen, weil weibliche Angestellte verführt wurden und die Alarmanlagen nichts meldeten. Honey beginnt, in der Bank zu arbeiten, die das wahrscheinlichste nächste Ziel ist, während Sam und Lieutenant Coombs (Peter Leeds) die Lage beobachten. Bald macht sich Peter Sutton (Anthony Eisley) an Honey heran, die ihm den Überfall besonders schmackhaft macht. Es stellt sich heraus, dass der Installateur der Alarmanlagen zur Bande von Sutton gehört und Honey von einem Gerichtsverfahren kennt. Die Bande fesselt Honey und versucht, Sam auszuschalten. Der Überfall gelingt, doch gelingt es Sam und der Polizei, Honey zu befreien und die ganze Bande festzunehmen.                                                     |           |                                |                                          |                                     |                                       |                 |                                         |
| 17 | 17        | Das wertvolle Päckchen         | How Brillig, O, Beamish Boy              | 7. Jan. 1966                        | ?                                     | Ida Lupino      | Don Ingalls                             |
| Sam und Honey holen ein kleines Paket für ihren Klienten Ben Fancher (Norman Alden) ab. Honey kommt damit weg, Sam wird aber von Mr. Brillig (John McGiver) und seinen Helfern entführt. Das Paket enthält 500.000 Dollar, die Brillig bald für Sams Freilassung fordert. Honey gibt Brillig Sams Brille mit und meint, Sam könne ohne sie nichts sehen. Honey folgt dem Signal dem Signal, aber Brillig erkennt die Situation und nimmt auch Honey gefangen. Sam und Honey können ihren Bewacher Little Ardo (Howard Dayton) überwältigen, die restliche Bande verfolgt sie aber nun. Honey trifft Fancher, der zu der Bande gehörte und das Geld selbst wollte, in einer Mine. Die Bande ist bald auch da. Honey kann sie fast überwältigen, als Sam und die Polizei eintreffen und die Bande verhaften.    |           |                                |                                          |                                     |                                       |                 |                                         |
| 18 | 18        | -                              | King of the Mountain                     | 14. Jan. 1966                       | -                                     | Thomas Carr     | Jay Simms                               |
| Kelso King (David Opatoshu), ein kranker Milliardär, lebt so zurückgezogen, dass er seit acht Jahren nicht mehr gesehen wurde. Im Auftrag von Ash (Charles Lane), dem Leiter seiner Firma, untersuchen Honey und Sam die Sache. Honey lässt sich von Kings Sekretär, Carson (Dennis Patrick), als Krankenschwester einstellen. Dazu ist sie quasi eine Gefangene, wie auch Carson und sein Handlanger Groalgo (Richard Kiel). Es stellt sich heraus, dass Carson und Groalgo seit einiger Zeit King gefangen halten. Ein Doppelgänger soll Kings Stelle und die Firma übernehmen. Honey und Sam befreien King und setzen Carson, Groalgo und den Doppelgänger außer Gefecht. |           |                                |                                          |                                     |                                       |                 |                                         |
| 19 | 19        | -                              | It’s Earlier Than You Think              | 21. Jan. 1966                       | -                                     | James H. Brown  | Marc Brandel                            |
| Der sterbende Paul Wycherly (Bill Catching) kommt mit einer Zeitung über den Mord an Abraham Lincoln in das Büro von Honey und Sam. Der Polizist Cowan (Paul Sorensen) erzählt den beiden, dass Wycherly einen mit Kilt gekleideten Bruder namens Conrad habe. Kurz darauf wird Honey von drei Männern angesprochen, die sich alle als Conrad Wycherly ausgeben und nach der Zeitung fragen, zuerst die beiden Gauner Hurd (Maurice Dallimore) und Roger (Leonid Kinskey), danach der echte Conrad Wycherly (James Griffith). Die Zeitung wurde von Hurd und Roger mit einer von Hurd erfundenen Maschine, die alles schnell altern lässt, indem sie das Kohlenstoffisotop 14C in 12C umwandelt, so gefälscht, dass sie der Radiokarbonmethode standhält. Honey und Sam stoppen die beiden.                   |           |                                |                                          |                                     |                                       |                 |                                         |
| 20 | 20        | Geld verdirbt den Charakter    | The Perfect Un-crime                     | 28. Jan. 1966                       | ?                                     | Sidney Miller   | Ken Kolb                                |
| Der Kassier Arthur Bird (Byron Foulger) hat das Kaufhaus, in dem er arbeitet, um viel Geld gebracht. Er beauftragt Honey und Sam damit, es in den Safe, in dem es liegen sollte, zurückzubringen. Als die beiden das tun, werden sie vom Kaufhausbesitzer C. C. Rockwell (David Brian) und einem Helfer erwischt. Rockwell wusste von dem Betrug und folgte Bird. Nun will er das Geld selbst behalten. Nach einer Verfolgungsjagd gelingt es Honey und Sam, Rockwell und seinen Helfer bewusstlos im Kaufhaus zurückzulassen, wo die Polizei die beiden kurz darauf mit dem Geld findet. Rockwell geht ins Gefängnis, und Bird kann zur Arbeit zurückkehren. |           |                                |                                          |                                     |                                       |                 |                                         |
| 21 | 21        | -                              | Like Visions and Omens and All That Jazz | 4. Feb. 1966                        | -                                     | John Florea     | Tony Barrett                            |
| Tina (Mimsy Farmer), der Tochter der reichen Victoria Tilson (June Vincent), passieren häufig fast tödliche Zwischenfälle, wie ein Fallschirm, der sich erst spät öffnet, oder ein Auto, das sie fast überfährt. Ihre Mutter beauftragt Honey und Sam, sie zu schützen, hört aber auch auf den Wahrsager und gescheiterten Schauspieler Faustini (Nehemiah Persoff), der die Beinaheunfälle vorhersagt. Dann wird Tina von ihrem ehemaligen Freund Artie Dixon (Norman Alden) in dessen Wohnung gebeten, wo sie ihn erschossen vorfindet und entführt wird. Als Honey Faustini unter Druck setzt, zieht der eine Pistole, wird aber erschossen. Honey übergibt das für Tina geforderte Lösegeld und kann dabei den Entführer und Mörder Pete Lynch (Fred Beir) mit einem Gabelstapler festsetzen.             |           |                                |                                          |                                     |                                       |                 |                                         |
| 22 | 22        | Die Doppelgängerin             | Don’t Look Now, But Isn’t That Me        | 11. Feb. 1966                       | ?                                     | James H. Brown  | Gwen Bagni, Paul Dubov                  |
| Honey und Sam sollen die Pelzmäntel bei einer Feier vor Diebstahl sichern, doch das schlägt fehl, weil die Klientin auf eine falsche Honey West hereingefallen ist. In der Detektei findet Sam eine Abhöranlage am Telefon, doch die damit gestellte Falle schlägt fehl, sie bekommen nur die Perücke der falschen Honey West. Damit kommen sie an deren Adresse und nehmen sie und im Anschluss die gesamte Bande von Chick (Alan Reed), die die Pelze gestohlen hat, fest. |           |                                |                                          |                                     |                                       |                 |                                         |
| 23 | 23        | -                              | Come to Me, My Litigation Baby           | 18. Feb. 1966                       | -                                     | Thomas Carr     | Gwen Bagni, Paul Dubov                  |
| Im Auftrag des Versicherungsvertreters Strate (Michael Fox) sollen Honey und Sam beweisen, dass die Querschnittslähmung von Buster Macon (James Brown), die er sich bei einem Unfall zugezogen haben soll, vorgetäuscht ist. Sie beobachten ihn und seine Nachbarin Nellie Peedy (Ellen Corby), die ihn schiebt. Verschiedene Versuche schlagen fehl, bis sie Peedy und weitere verbündete dabei beobachten, wie sie derartige Unfälle trainieren. Die beiden greifen die Gruppe an und können sie, genauso wie den ohne Rollstuhl hinzukommenden Macon festnehmen. |           |                                |                                          |                                     |                                       |                 |                                         |
| 24 | 24        | -                              | Slay, Gypsy, Slay                        | 25. Feb. 1966                       | -                                     | James H. Brown  | Tony Barrett                            |
| Franklyn Buckley (Byron Morrow) hat eine Million Dollar veruntreut und hat zur Hilfe bei der Flucht eine Gruppe um einen gewissen Darza (Michael Pate) beauftragt, ihn zu entführen. Seine Frau (Arline Anderson) beauftragt Honey und Sam, ihn zu beschützen, doch das schlägt fehl. Honey kann einem der Entführer einen Anhänger entwenden, der zum Lager der Gruppe führt. Nach ein paar Rückschlägen überwältigen Honey und Sam Darza, seinen Helfer Putzi (Ralph Manza) und Buckley. |           |                                |                                          |                                     |                                       |                 |                                         |
| 25 | 25        | Gefährliches Spielzeug         | The Fun-Fun Killer                       | 4. März 1966                        | ?                                     | Murray Golden   | Arthur Weingarten                       |
| Granville Manners (William Keene), Präsident einer Spielzeugfabrik, lässt von Honey West einen Konkurrenten untersuchen, weil die beiden Firmen vereinigt werden sollen. Eines Abends flüchtet er in ihre Detektei, doch Honey kann den Roboter, der Manners töten soll nicht aufhalten. Manners Neffe Byron (Marvin Kaplan) übernimmt die Firma, spricht sich aber gegen die Vereinigung aus, genauso wie seine Mitarbeiter Ronald Neuworth (Woodrow Parfrey) und Prof. von Kemp (John Hoyt). Bei einer Durchsuchung der Firma stoßen Honey und Sam auf die Leiche von Kemp und zwei der Roboter, die sie verfolgen. Sam kann seinen ablenken, doch der von Honey folgt ihr unerbittlich, bis die beiden ihn mit einem Magneten fangen. Darin steckt Neuworth, der für die Morde verantwortlich ist.         |           |                                |                                          |                                     |                                       |                 |                                         |
| 26 | 26        | -                              | Pop Goes the Easel                       | 11. März 1966                       | -                                     | James H. Brown  | Lila Garrett, Bernie Kahn, Gail Allen   |
| Der berühmte Pop-Art-Künstler Sandy Corbin (George Furth) hat eine Suppenkonserve kreiert, die er mit seinem Agenten Willis van Wyck (Larry D. Mann) in ein Regal eines Supermarktes stellt. Tante Meg kauft sie, doch sie wird ihr beim Verlassen des Supermarktes gestohlen. Honey sucht mit einem Modell des Diebs verschiedene Kunstagenten auf, darunter King (Robert Strauss). In Corbins Atelier finden Honey und Sam die Leiche des Diebes, und in dessen Zimmer eine Fälschung der Dose. Die echte finden sie in van Wycks Wohnung. Der versucht, die beiden umzubringen, indem er sie in ein safeartig ausgebautes Zimmer mit gestohlener klassischer Kunst sperrt. Honey und Sam tun so, als würden sie die Kunstwerke zerstören, sodass van Wyck zurückeilt und festgenommen wird.                |           |                                |                                          |                                     |                                       |                 |                                         |
| 27 | 27        | -                              | Little Green Robin Hood                  | 18. März 1966                       | -                                     | Sidney Miller   | Ken Kolb                                |
| Honey und Sam sollen die Juwelen von Mrs. Carlton Murdock (Eleanor Audley) beschützen. Sie lebt in einem Villenkomplex mit Parkgelände, das als Sherwood Forrest bekannt ist. Sie müssen an einem sehr formalen Torwächter (Allen Jenkins) vorbei und treffen im Park schnell auf Robin Hood (Edd Byrnes), der gerade wieder Juwelen gestohlen hat. Tags darauf können sie sein Vertrauen gewinnen, sein Versteck nennt er ihnen aber nicht. Sie schwatzen Mrs. Murdock eine Smaragdkette ab, die sie Robin Hood übergeben, um ihm folgen zu können, wobei ihnen Dr. Gregory Ames (Severn Darden), Mrs. Murdocks Nachbar und Psychiater hilft. Sie finden jedoch nur seine Leiche vor, von einem Pfeil erschossen. Am Ende können sie Ames als Hoods Helfer und Mörder identifizieren.                        |           |                                |                                          |                                     |                                       |                 |                                         |
| 28 | 28        | -                              | Just the Bear Facts, Ma’am               | 25. März 1966                       | -                                     | James H. Brown  | Gwen Bagni, Paul Dubov                  |
| Eine Stuntfrau ist beim Dreh eines Westerns umgekommen. Der Produzent Mr. Burgess (Frank Wilcox) verpflichtet Honey und Sam, das zu untersuchen. Es stellt sich heraus, dass eine Bande unter dem Propmaster Twilly (Richard Carlyle) über den Film Kunstwerke stehlen. Die Stuntfrau hatte das herausgefunden musste deswegen sterben. Auch Honey findet das heraus und muss sich mit Sam gegen die Gangster wehren, die die beiden schnell hinter Gitter bringen. |           |                                |                                          |                                     |                                       |                 |                                         |
| 29 | 29        | Masken, Bomben und Perücken    | There’s a Long, Long, Fuse A’Burning     | 1. Apr. 1966                        | ?                                     | Thomas Carr     | Gwen Bagni, Paul Dubov                  |
| Der ehemalige Räuber Maxie Bripp (Leonard Bremen) hat seine Gefängnisstrafe abgesessen und ist jetzt um sein Ansehen besorgt. Er lässt sich dabei von dem PR Berater Payton (Dick Clark) helfen. Nun agiert eine Bande, genau wie er früher: Eine Bombe explodieren lassen und im Hintergrund Juweliere und Banken ausrauben. Lt. Badger (Paul Dubov) ist sich sicher, dass Maxie dahintersteckt. Honey West und Sam Bolt entlarven die Diebe. Es ist nicht Maxies ehemalige Bande, sondern eine neue, zu der Peyton gehört. |           |                                |                                          |                                     |                                       |                 |                                         |
| 30 | 30        | -                              | An Eerie, Airy, Thing                    | 8. Apr. 1966                        | -                                     | James H. Brown  | William Link, Richard Levinson          |
| Gordon Forbes (Adam Williams) ist kurz davor, sich vom Sims eines Hotels in den Tod zu stürzen. Sam will ihn davon abhalten, doch Forbes will mit seiner Frau Diana sprechen, die ermordet zu Hause liegt. Der überforderte Hotelmanager Rush (Jan Arvan) stört mehr als er hilft. Honey findet heraus, dass Forbes viel gespielt hat und dabei mit der Wetteransagerin Connie Phillips (Lisa Seagram) auftrat. Phillips weigert sich aber, zu helfen und bedroht Sam mit einer Pistole. Honey überwältigt sie. Die Pistole war die Mordwaffe, es fehlen aber vier Kugeln für die zwei Schüsse, was Honey zur Lösung führt: Forbes selbst hat seine Frau ermordet und er steht nur auf dem Sims um ein Alibi zu bekommen.                                                                                     |           |                                |                                          |                                     |                                       |                 |                                         |

## Rezeption

### Kritiken und Meinungen
Laut Joel Sternberg erhielt Honey West anfangs einigermaßen gute Reviews, und der Serie wurden gute Produktionswerte zugestanden. Variety habe ihr einigen Erfolg vorhergesagt. Von anderer Seite wurde zwar die Idee der Serie gelobt, die Produktion sei aber schlecht und die Geschichten einfallslos gewesen. Andere Kritiker fanden die Folgen dumm:S. 57, einer soll gesagt haben, dass Honey West zwar viele technische Spielzeuge gehabt habe, den Banalitäten der Geschichten aber nicht entkommen konnte.:S. 88 Außerdem wird kritisiert, dass in manchen Kampfszenen der Serie offensichtlich ein Mann mit blonder Perücke kämpfte.
Zur Veröffentlichung von Honey West auf DVD schrieb Charles Taylor, dass die Serie trotz billiger Produktion immer noch etwas von ihrem Glanz habe. Schon die Titelsequenz bringe alles, was man an Atmosphäre verlangen könne. Anne Francis halte die Serie zusammen, die durch ihre 30 etwas schäbigen Folgen unvollendet wirke.
Obwohl ihre Buchverkäufe durch die Serie stiegen, waren die Ficklings nicht ganz zufrieden mit der Verfilmung ihrer Bücher. Sie störten sich nicht nur an den Gimmicks, sondern vor allem daran, dass die Figur der Honey West in der Serie viel zu oft durch Sam Bolt gerettet wurde, was sie weniger selbständig als die Figur in den Büchern wirken ließe. Mit der Tante waren sie noch weniger zufrieden. Sie mochten dagegen, dass Anne Francis die Detektivin spielte. Auch das Ozelot gefiel ihnen.:S. 83

### Gründe für die Absetzung
Honey West hatte eine loyale Anhängerschaft, man plante eine weitere Staffel, deren Folgen in Farbe und eine Stunde lang sein sollten. Es heißt, die Serie habe normalerweise die Ratings für den Timeslot, in dem sie lief, gewonnen.:S. 221 Es heißt aber auch, die Serie Gomer Pyle, die gleichzeitig lief, sei eine erdrückende Konkurrenz gewesen, schließlich war das damals die zweiterfolgreichste US-amerikanische Serie überhaupt. So habe Honey West von Anfang an keine Chance gehabt.:S. 86 Zudem habe es keinen Sinn gemacht, das Risiko, eine Detektivserie mit einer Frau in der Hauptrolle zu zeigen, fortzuführen.:S. 86 ABC hatte aber auch erkannt, dass es billiger sei, die englische Serie Mit Schirm, Charme und Melone zu importieren als Honey West weiter zu produzieren.:S. 221

### Auszeichnungen und Nominierungen
1966 gewann Anne Francis einen Golden Globe Award in der Kategorie Beste Darstellerin in einer Fernsehserie. Im gleichen Jahr war sie in der Kategorie Beste Hauptdarstellerin Dramaserie für einen Emmy nominiert.
Richard Levinson und William Link waren ebenfalls 1966 mit der Folge Die graue Lady für einen Edgar Allan Poe Award in der Kategorie Beste Folge einer Fernsehserie nominiert.

## Nachwirkungen
In der Serie Burkes Gesetz, einer Neuauflage von Amos Burke, hatte Anne Francis in der Folge Who Killed Nick Hazard? am 21. Januar 1984 einen weiteren Auftritt als Detektivin. Dieses Mal unter dem Namen Honey Best. Gloria Fickling äußerte die Vermutung, die Namensänderung sei zustande gekommen, weil der Produzent Aaron Spelling nicht die Rechte dazu bezahlen wollte.:S. 85
2001 plante Miramax eine Verfilmung der Serie mit Reese Witherspoon in der Hauptrolle.:S. 85 Als Produzent war Marc Platt vorgesehen, und für das Buch waren Karen McCullah und Kirsten Smith angedacht, die Leute, die kurz zuvor mit Natürlich blond erfolgreich waren. Der Film wurde nicht gedreht.

### Honey West und die Rolle der Frau im US-Fernsehen
Privatdetektivin Honey West war nicht nur die erste US-amerikanische Detektivserie mit einer Frau in der Hauptrolle, sondern auch die erste länger laufende Dramaserie überhaupt. Laut Aaron Spelling war es eine Regel im Geschäft, dass keine Schauspielerin eine solche Serie tragen könne. In einer Sitcom sei das in Ordnung gewesen, sonst aber nicht. Privatdetektivin Honey West war sein erster Versuch in dieser Richtung, später folgte Drei Engel für Charlie. Nach der Serie habe es neun Jahre gedauert, bis mit Drei Engel für Charlie weibliche Buddies ins US-Fernsehen kamen, und sogar 17, bis mit Cagney & Lacey normale Partnerinnen zu sehen waren. Und die wurden dann als lesbisch bezeichnet.:S. 89  Frauen hatten vor 1965 bereits Ermittlerinnen, FBI-Agentinnen und Ähnliches in Serien gespielt, aber nur in sekundären Rollen. Honey West war dagegen der unbestrittene Star der Serie. Insofern war die Serie bahnbrechend. Julie D’Acci reiht die Serie in eine Entwicklung in den USA ein, die gemeinhin „Sexuelle Revolution“ genannt wird.:S. 74
D’Acci stellt auch die Frage, in welchen Lebensumständen eine Figur wie Honey West im US-Fernsehen von 1965 eigentlich dargestellt werden könnte. Auf jeden Fall nicht in einer dauerhaften Beziehung, aber auch nicht als eine Frau, die mit vielen Männern Sex hat. Sie könne auch nicht Teil einer funktionierenden Familie sein, und zwei Frauen als Partnerinnen wäre unerträglich gewesen. Sie durfte aber auch nicht als unfähig erscheinen, Bindungen einzugehen.:S. 89 Laut D’Acci berichteten William Link und Richard Levinson, dass ABC diesbezüglich ziemlich nervös agierte. Nur deswegen sei Sam Bold als Co-Star und Beschützer eingeführt worden, einer dem ihr sterbender Vater sie anvertraute. Deswegen durfte Honey West auch nicht alleine mit ihrem Ozelot leben, sondern es musste noch eine Tante bei ihr wohnen, die sogar bei Dates anwesend war.:S. 85 John Ericson meinte nach dem Ende der Serie, dass er und Francis die ganze Serie über dafür gekämpft hatten, sie weiblicher und ihn männlicher erscheinen zu lassen. Keine romantischen Szenen seien erlaubt gewesen, weder zwischen den beiden noch mit anderen. Es sei so gewesen, als seien sie beide geschlechtslos.
Als Julie D’Acci die erste Version ihres Artikels 1992 auf einer Konferenz der Society for Cinema Studies vorstellte, war sie überrascht, wie viele Frauen sie ansprachen und ihr sagten, dass Honey West eines ihrer Idole gewesen sei – und dass sie überhaupt keine Erinnerung daran hatten, dass es in der Serie eine Figur wie Sam Bolt überhaupt gegeben habe.:S. 86 Anne Francis erzählte in einem Interview, man könne nicht glauben, wie viele Briefe sie von Karrierefrauen bekommen habe. Viele davon schrieben, dass sie erst durch Honey West erkannt hätten, dass Ehe und Familie nicht die einzige Möglichkeit für Frauen sei. Francis zeigte sich überrascht, dass die Serie derartige Auswirkungen haben konnte.:S. 182